# Amt Lauenburgische Seen
Amt Lauenburgische Seen er et amt i det nordlige Tyskland, beliggende under Kreis Herzogtum Lauenburg. Kreis Herzogtum Lauenburg ligger i delstaten Slesvig-Holsten. Amtet strækker sig langs Ratzeburger See og Schaalsee i Naturpark Lauenburgische Seen. Amtsforvaltningen ligger i byen Ratzeburg, men der er også amtskontor i Groß Grönau, der som forstadslignende by ved udkanten af Lübeck, er den kommune med den største befolkningstæthed i amtet. I Sterley er der borgerservice for amtsforvaltningen.

## Kommuner i amtet
| 1. Albsfelde 2. Bäk 3. Brunsmark 4. Buchholz 5. Einhaus 6. Fredeburg 7. Giesensdorf 8. Groß Disnack 9. Groß Grönau | 1. Groß Sarau 2. Harmsdorf 3. Hollenbek 4. Horst 5. Kittlitz 6. Klein Zecher 7. Kulpin 8. Mechow 9. Mustin | 1. Pogeez 2. Römnitz 3. Salem 4. Schmilau 5. Seedorf 6. Sterley 7. Ziethen |

## Historie
Amtet blev oprindelig oprettet som  Amt Ratzeburg-Land med 18 kommuner. Ved nedlæggelsen af Amt Gudow-Sterley 1. januar 2007 blev kommunerne Brunsmark, Hollenbek, Horst, Klein Zecher, Salem, Seedorf og Sterley indlemmet i amtet, der da fik det nuværende navn.